# Киуро
Киу̀ро (на италиански: Chiuro, на западноломбардски: Ciǜür, Чююр) е малко градче и община в Северна Италия, провинция Сондрио, регион Ломбардия. Разположено е на 389 m надморска височина. Населението на общината е 2553 души (към 2010 г.).